# Вильсикль
Вильси́кль (фр. Villesiscle) — коммуна во Франции, находится в регионе Лангедок — Руссильон. Департамент коммуны — Од. Входит в состав кантона Фанжо. Округ коммуны — Каркасон.
Код INSEE коммуны — 11438.

## Население
Население коммуны на 2008 год составляло 326 человек.
| 1962 | 1968 | 1975 | 1982 | 1990 | 1999 | 2008 |
| ---- | ---- | ---- | ---- | ---- | ---- | ---- |
| 222  | 247  | 183  | 217  | 267  | 280  | 326  |

## Экономика
В 2007 году среди 201 человек в трудоспособном возрасте (15—64 лет) 145 были экономически активными, 56 — неактивными (показатель активности — 72,1 %, в 1999 году было 72,1 %). Из 145 активных работали 124 человека (68 мужчин и 56 женщин), безработных было 21 (11 мужчин и 10 женщин). Среди 56 неактивных 23 человека были учениками или студентами, 17 — пенсионерами, 16 были неактивными по другим причинам.

## Достопримечательности
- Церковь Сент-Антуан XIX века